# لشکر یازدهم زرهی (ورماخت)
لشکر یازدهم زرهی (به آلمانی: 11. Panzer-division) عنوان منتسب به واحد یازدهم از لشکر پنزر ارتش آلمان نازی در طول جنگ جهانی دوم می‌باشد که در نبردهای موتوریزه مشارکت عمده‌ای داشت.

## تاریخچه عملیاتی

### شوروی
در جریان عملیات بارباروسا لشکر یازدهم زرهی به عنوان بخشی از گروه زرهی ۱ از گروه ارتش جنوب، روزهای آغازین تهاجم در غرب اوکراین به محاصره تانک‌های دشمن افتاد. این محاصره توسط لشکر شانزدهم زرهی شکسته شد. لشکر یازدهم زرهی در جریان رزم چهار روزه ۱۵۰ تانک دشمن را منهدم کرد.